# The 20th Century-Fox Hour
The 20th Century-Fox Hour  è una serie televisiva statunitense in 37 episodi trasmessi per la prima volta nel corso di 2 stagioni dal 1955 al 1957.
Alcuni degli episodi di questa serie sono stati restaurati, rimasterizzati e trasmessi sul canale statunitense Fox Movie nel 2002 con il titolo di Hour of Stars (lo stesso titolo della serie distribuita in syndication dopo il 1957). L'episodio della prima stagione intitolato Overnight Haul, interpretato da Richard Conte e Lizabeth Scott, è stato pubblicato in Australia come un film.

## Trama
È una serie televisiva di tipo antologico in cui ogni episodio rappresenta una storia a sé. Gli episodi sono storie del genere drammatico e vengono presentati da Joseph Cotten (1955-56) e Robert Sterling (1956-57). Molti episodi sono versioni corte di classici della 20th Century Fox, rifatti con un basso budget di produzione. Tra i film rifatti come episodi vi sono Alba fatale, The Late George Apley e Il miracolo della 34ª strada. Alcuni furono reintitolati: l'episodio Man on the Ledge è il rifacimento di La 14ª ora (1951). L'episodio Men Against Speed, andato in onda il 12 dicembre 1956, è un rifacimento del film cinematografico Destino sull'asfalto (The Racers) del 1955 con protagonista Kirk Douglas.

## Guest stars
Tra le guest star: Bette Davis, Joan Fontaine, Gary Merrill, Thomas Mitchell e Teresa Wright. Steve McQueen fece da comparsa in un episodio. L'attore bambino Johnny Washbrook appare tre volte nella serie,  così come Beverly Washburn che appare in The Hefferan Family (1956) e in Men in Her Life (1957).

## Produzione
La serie fu prodotta da TCF Television Productions.

### Registi
Tra i registi della serie sono accreditati:
- Lewis Allen (14 episodi, 1955-1957)
- Jules Bricken (4 episodi, 1955-1956)
- Albert S. Rogell (3 episodi, 1956-1957)
- Robert Stevenson (2 episodi, 1955-1956)
- Ted Post (2 episodi, 1956)
- John Brahm (1 episodio, 1955)
- Hubert Cornfield (1 episodio, 1956)
- James V. Kern

## Distribuzione
La serie fu trasmessa negli Stati Uniti dal 1955 al 1957 sulla rete televisiva CBS.

## Episodi
| Stagione         | Episodi | Prima TV originale |
| ---------------- | ------- | ------------------ |
| Prima stagione   | 18      | 1955-1956          |
| Seconda stagione | 19      | 1956-1957          |